# بیلی شریل
بیلی شریل (انگلیسی: Billy Sherrill؛ زادهٔ ۵ نوامبر ۱۹۳۶ - درگذشت ۴ اوت ۲۰۱۵) تهیه‌کننده موسیقی سبک کانتری اهل آمریکا بود.